# Minuano
Minuano, también conocido como Mevir Minuano o Paraje Minuano es una localidad uruguaya del departamento de Colonia.

## Ubicación
La localidad se encuentra situada en la zona sur del departamento de Colonia, próximo y al este del arroyo Minuano, junto a la ruta 1, a la altura de su km 141. Dista 10 km de la ciudad de Juan Lacaze.

## Población
Según el censo del año 2011 la localidad contaba con una población de 120 habitantes.
| 120           |
| (Fuente: INE) |